# Bromus elidis
Bromus elidis är en gräsart som beskrevs av Hildemar Wolfgang Scholz. Bromus elidis ingår i släktet lostor, och familjen gräs. Inga underarter finns listade i Catalogue of Life.